# 大花盆距兰
大花盆距兰（学名：Gastrochilus bellinus），为兰科盆距兰属下的一个植物种。